# 東北大鼠疫

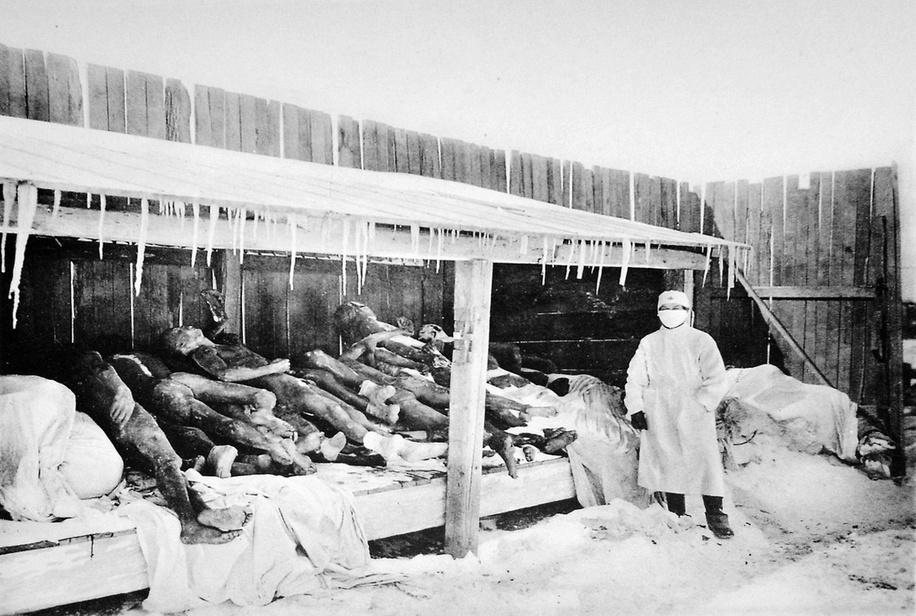
东北鼠疫死者

東北大鼠疫是發生在1910年10月末至1911年4月中旬的清朝的一場鼠疫，属于人类历史上第三次鼠疫大流行的重大疫情，這次鼠疫波及69个县，共死亡6万余人。

## 疫情
東北鼠疫來源於患有鼠疫的土撥鼠。1910年夏，俄羅斯帝國境内西伯利亚出現由土撥鼠（旱獭屬）引發的鼠疫，而此時有华工前往西伯利亞捕殺土撥鼠製作皮毛。
1910年9月16日，在俄羅斯帝國的达乌里亚发现了首例患者。10月初数名华工染病身亡，俄方於是驱逐染疫华工，其中两名被逐华工到了满洲里。
1910年10月25日，满洲里一家客栈爆發鼠疫並出現死亡案例。而從俄羅斯返回中國的兩名工人曾住在這家客棧。此後隨著闖關東的山東務工者開始乘火車回鄉過年，鼠疫沿著鐵路線蔓延。1910年10月27日，哈尔滨的俄国租界出現了第一例鼠疫患者。11月7日，哈爾濱傅家甸也出现了鼠疫患者。此后，傅家甸在三个月内约有5000人因患鼠疫而死亡。截止至1910年12月初，哈尔滨每日死亡人数达到一百多人。而从哈尔滨返回長春的商人将鼠疫传染给家人，致使当地约有2000人死亡。1911年1月2日，奉天发现首例鼠疫患者。後來從1月4日至2月1日，大连、北京、天津、保定、旅顺、芝罘、济南先後出现鼠疫患者。
东北鼠疫不仅造成大量人口死亡，還嚴重影響經濟。在奉天出現了挤兑风潮。在铁岭、锦州、营口、安东等地，因交通阻斷，市面缺貨，大量商鋪倒閉，商品價格瘋漲。在哈尔滨，因貨物減少，关税的征收受到影響。学校和工矿也紛紛停課和停產。

## 防疫
隆裕太后任命天津陆军军医学堂副监督、原籍廣東台山的檳城人伍连德担任全权总医官，負責東北鼠疫疫区防疫救治。1910年12月27日，伍连德首次對鼠疫死亡患者進行尸檢，並從尸體身上發現鼠疫源頭鼠疫杆菌。伍连德後來又在俄国人加工的皮毛上发现了大量的鼠疫杆菌。伍连德認為此次鼠疫屬於會人際間通過飛沫和空氣傳播的肺鼠疫而非人鼠傳播的腺鼠疫。
1911年1月，隆裕太后指定协和医学堂为鼠疫防治中心。此外疫情蔓延後東北開展打鼠行動和隔離病人；哈爾濱傅家甸遭封城；同時山海关被封鎖；南满铁路、东清铁路和京津铁路停止运行；在東北對當地居民廣泛配发口罩；严格控制居民串门；醫院根據病人病情劃分為不同區域阻止交叉感染；焚燒帶有鼠疫杆菌的尸體。其中，由伍连德以外科口罩为基础设计的防飞沫专门口罩在日后被世界各国广泛使用，普遍被认为是现代N95口罩的前身。
經過一系列防疫措施後，1911年3月1日，哈爾濱的死亡人数为零。伍連德宣佈解除對傅家甸的封鎖。4月18日，鼠疫被徹底消灭。4月23日，隆裕太后宣布东三省鼠疫肃清。